# Bedřich Tesař
Bedřich Tesař (* 31. července 1943 Řepy u Prahy, Protektorát Čechy a Morava) byl československý fotbalista.

## Fotbalová kariéra
Od roku 1957 působil v pražské Slavii. Za ni hrál již v dorosteneckých letech a později se propracoval až do ligového mužstva. Zahrál si také za dorosteneckou československou reprezentaci. Vynikal bojovností, důrazem i technickým vybavením. Díky těmto vlastnostem mohl hrát jak v útoku, tak v obraně svého mužstva. V roce 1964 získal s Duklou Praha ligový titul.

## Ligová bilance
| Ročník                                   | Zápasy | Góly | Minuty | Klub         |
| ---------------------------------------- | ------ | ---- | ------ | ------------ |
| 1. československá fotbalová liga 1962/63 | 2      | 0    | 27     | Dynamo Praha |
| 1. československá fotbalová liga 1963/64 | 1      | 0    | 90     | Dukla Praha  |
| 1. československá fotbalová liga 1965/66 | 18     | 0    | 1 620  | Slavia Praha |
| 1. československá fotbalová liga 1966/67 | 25     | 1    | 2 250  | Slavia Praha |
| 1. československá fotbalová liga 1967/68 | 24     | 3    | 2 160  | Slavia Praha |
| 1. československá fotbalová liga 1968/69 | 23     | 0    | 2 015  | Slavia Praha |
| 1. československá fotbalová liga 1969/70 | 19     | 0    | 1 670  | Slavia Praha |
| 1. československá fotbalová liga 1970/71 | 28     | 1    | 2 265  | Slavia Praha |
| 1. československá fotbalová liga 1971/72 | 12     | 1    | 908    | Slavia Praha |
| Celkem                                   | 152    | 6    | 13 006 |              |